# Мареновые (триба)
Мареновые (лат. Rubieae)  — триба двудольных растений одноимённого семейства Мареновые (Rubiaceae).

## Краткое описание и ареал
Представители трибы  — однолетние и многолетние травянистые растения.
Произрастают в умеренных и тропических горных регионах.

## Роды
В трибу входят 13 родов и 969 видов.
По данным NCBI триба включает в себя следующие роды:
- Asperula L. — Ясменник
- Callipeltis Steven — Каллипельтис
- Crucianella L. — Крестовница
- Cruciata Mill.
- Didymaea Hook.f.
- Galium L. — Подмаренник
- Kelloggia Torr. ex Benth. & Hook.f.
- Phuopsis Benth. & Hook.f. — Фуопсис
- Relbunium Benth. & Hook.f.
- Rubia L. — Марена typus
- Sherardia L. — Жерардия
- Staelia Cham. & Schltdl.
- Valantia L.